# Scopula agnes
Scopula agnes là một loài bướm đêm trong họ Geometridae.